# Ricardo González Alfonso
Ricardo González Alfonso, sinh năm 1950, là nhà báo người Cuba. Ông bị chính quyền Cuba bắt trong vụ mùa Xuân đen tháng 3 năm 2003, và bị xử phạt 20 năm tù. Tổ chức Phóng viên không biên giới đã bầu Alfonso là Phóng viên của năm 2008.

## Tiểu sử
Ricardo Gonzalez Alfonso sinh năm 1950. Năm 1995, ông bắt đầu làm việc cho hãng "Cuba Press", một hãng thông tấn độc lập. Năm 1998 ông trở thành thông tín viên cho tổ chức "Phóng viên không biên giới". Khi bị giam, Alfonso đã bị suy yếu vì bị biệt giam trong xà lim ở nhà tù của Cuba.

## Phóng thích
Trong một thỏa thuận có môi giới giữa chính phủ Cuba và giáo hội Công giáo Cuba, Alfonso và 51 tù nhân chính trị khác trong vụ "Mùa Xuân đen" đã được phóng thích và được cùng với gia đình gửi sang Tây Ban Nha cư trú. Alfonso và 6 tù nhân được phóng thích khác đã tới Tây Ban Nha ngày 13.7.2010. Khi tới Tây Ban Nha, Alfonso nói: "Đây là một sự tiếp tục cuộc đấu tranh". "Một trong các từ được lưu truyền khắp Cuba là từ thay đổi. Đối với tôi, với chúng tôi, từ thay đổi bắt đầu bằng tự do, không chỉ tự do của các bạn của chúng tôi, nhưng là tự do của mọi công dân Cuba."

## Giải thưởng và Vinh dự
- Alfonso đã lập ra tạp chí tin tức De Cuba, nên ông đã nhận được một trích dẫn đặc biệt từ giải Maria Moors Cabot của Đại học Columbia là "tường thuật xuất sắc về châu Mỹ Latin".[2]
- Năm 2008, tổ chức "Phóng viên không biên giới" bầu Alonso là "Phóng viên của năm 2008", vì ông đã "giúp báo chí độc lập sống sót ở Cuba," theo web site của tổ chức này.[1] Mặc dù ở trong nhà tù, Alfonso đã gửi được một thư tín cho vợ. Thư này đã được Alejandro Gonzalez, một người bạn và đồng nghiệp của Alfonso đọc trong buổi lễ trao giải. Alfonso hiến tặng giải này cho 22 phóng viên bị giam tù ở Cuba.[8]